# Salone dell'automobile di Torino

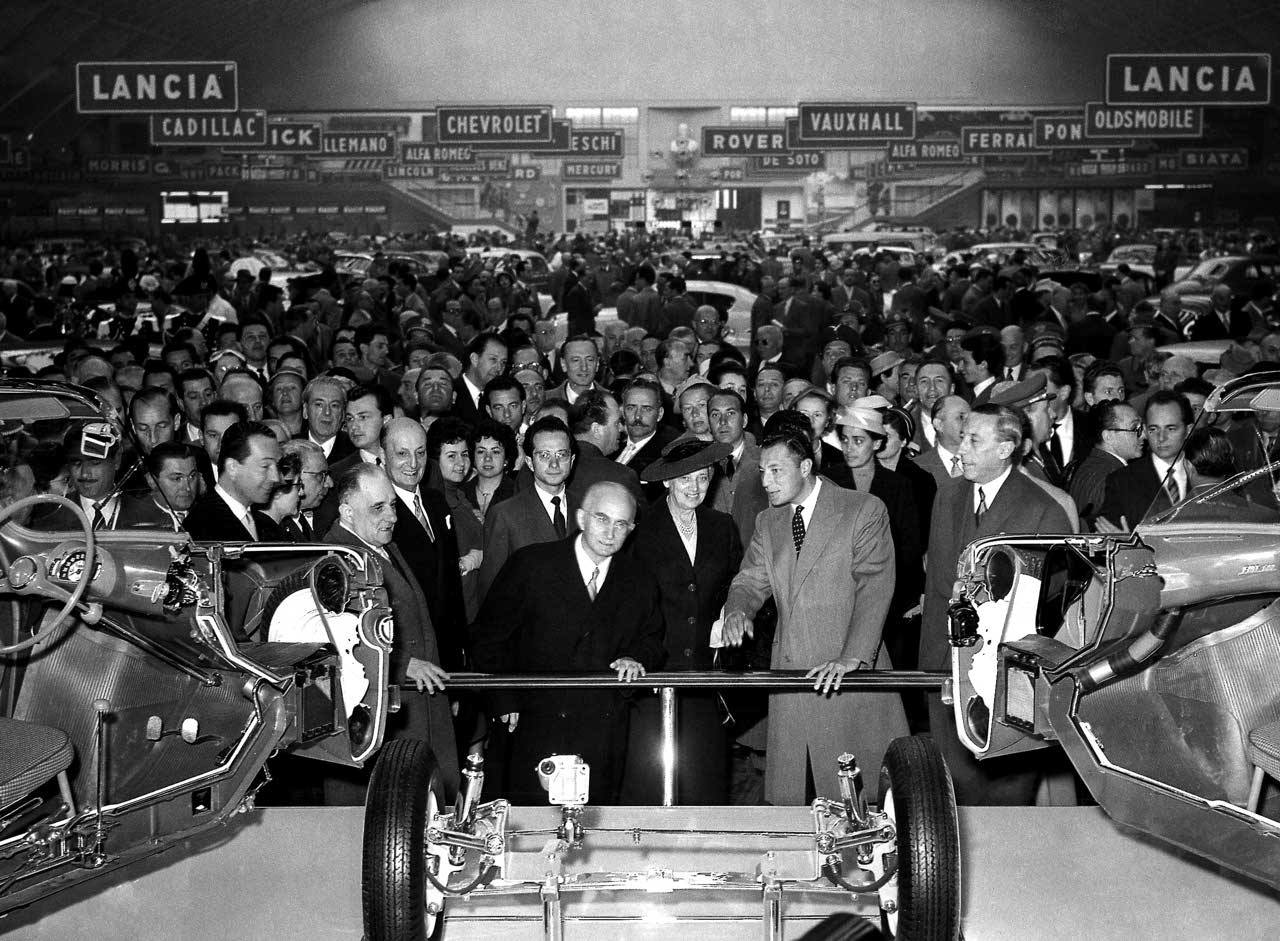
La presentazione della Fiat 600 al salone dell'automobile di Torino (1955)

Il Salone internazionale dell'automobile, spesso citato come Salone dell'automobile di Torino o Salone di Torino, è stata la principale rassegna espositiva automobilistica italiana e tra le principali del mondo.

## Storia

### Gli inizi tra Milano e Torino

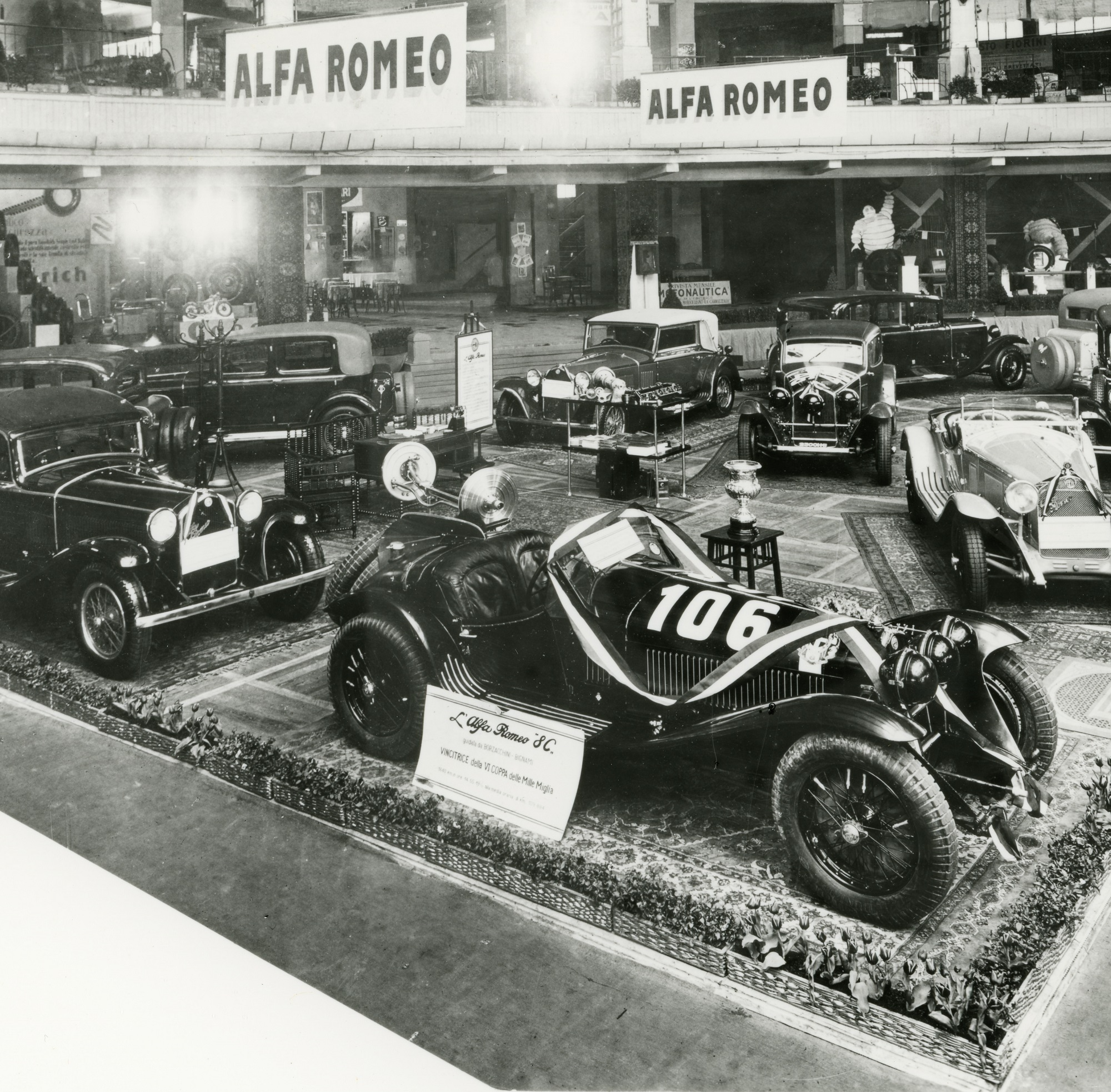
Lo stand Alfa Romeo all'edizione 1932. Palazzo dello Sport di Milano.

La prima edizione, denominata Mostra di Automobili, si tenne nella Palazzina delle Belle Arti al Valentino, dal 21 al 24 aprile 1900, e fu la prima esposizione di automobili organizzata in Italia.
Dispiegata su una superficie espositiva di 800 mq, vide la partecipazione di 25 espositori di Italia, Francia e Germania, registrando la presenza di circa 2 000 visitatori (costo del biglietto d'ingresso:20 centesimi di lira). Tra gli 11 espositori nazionali, la Carcano, la Ceirano, la Orio-Marchand, la Prinetti & Stucchi e la neonata FIAT.
Occorre aggiungere che la Mostra di Automobili del 1900, fu preceduta da due esposizioni automobilistiche realizzate in Torino nel biennio 1898-1899. Tuttavia, dette esposizioni non possono essere considerate come "saloni", in quanto si trattava di raduni dei proprietari di automobili che consentivano la visione al pubblico degli stessi, senza la partecipazione delle case automobilistiche.

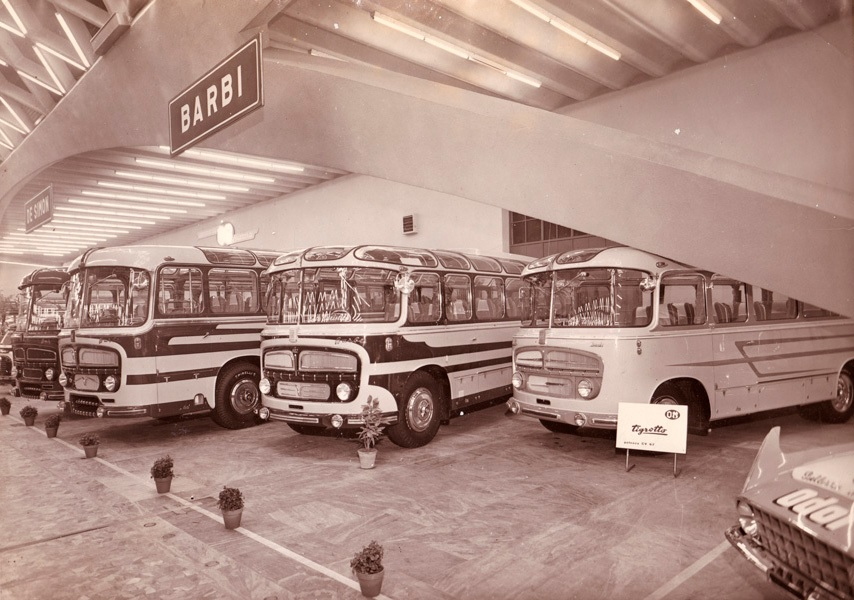
Autobus della Carrozzeria Barbi all'edizione 1950. Torino Esposizioni.

A quella prima edizione ne seguirono molte altre con gli espositori che incominciarono ad arrivare anche da oltre confine; divenne così una consuetudine il celebrare i nuovi modelli presentati dalle maggiori case automobilistiche mondiali che si davano appuntamento nel capoluogo piemontese ogni mese di maggio.

### Il successo
Nel 1959 in quanto lo spazio espositivo non era più sufficiente venne realizzato il Padiglione Nº 5 dall'Ing. Riccardo Morandi, che è considerato per le sue caratteristiche architettoniche una delle opere di prestigio del razionalismo italiano del secondo dopoguerra.
Molte furono le auto, soprattutto italiane di FIAT e Lancia, che videro la presentazione ufficiale in questa sede, tra le altre le Fiat 1400 e Fiat 126, le Lancia Appia e Lancia Thema (nel 1984 anno del trasferimento nella nuova sede) solo per citare alcuni dei modelli di maggior successo nella storia delle case italiane.
Dall'idea di una mostra retrospettiva del mercato automobilistico tenutasi presso il Salone dell'Auto nel 1933 scaturì anche, grazie al curatore Carlo Biscaretti di Ruffia, l'idea di un museo specifico dedicato all'industria motoristica: da questa intuizione nacque il Museo dell'automobile Carlo Biscaretti di Ruffia.

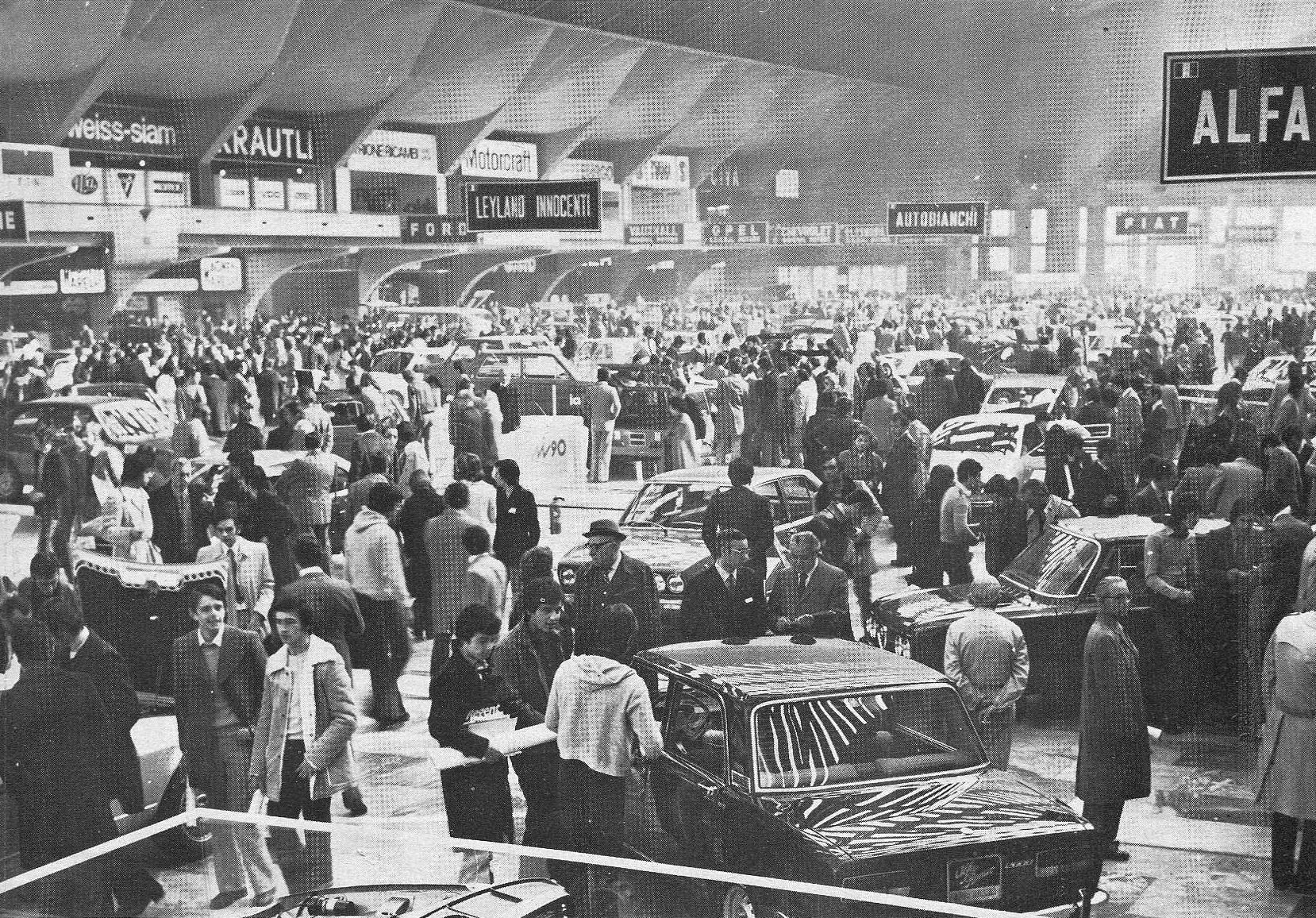
Panoramica dell'edizione 1974

Nel 2000 venne festeggiato il centenario con la 68ª edizione del Salone la cui sede si era nel frattempo trasferita negli spazi espositivi dell'ex stabilimento Fiat del Lingotto.

### L'epilogo
Per la prima volta dal dopoguerra la prevista 69ª edizione, in calendario dal 25 aprile al 5 maggio 2002, non si tenne a causa della crisi del mercato automobilistico.
Gli organizzatori, gli stessi del Motor Show che alcuni mesi prima avevano acquistato i diritti della manifestazione, per scongiurare la cancellazione dell'evento proposero a tutti gli espositori di partecipare gratuitamente alla manifestazione (il costo dell'iscrizione sarebbe stato incluso in quello per il Motorshow), ma tutte le principali case automobilistiche, escluso il gruppo FIAT, diedero forfait.
Ne scaturì una violenta polemica in Sala Rossa (la sede del consiglio comunale della città). Alcuni sostennero polemicamente che gli organizzatori avrebbero fatto saltare l'evento di proposito al fine di eliminare la concorrenza del salone torinese e consacrare il Motor Show di Bologna come unica manifestazione fieristica dell'automobile d'Italia. L'allora sindaco Sergio Chiamparino disse che la città era interessata a riacquistare i diritti del Salone dell'auto o ad organizzare una nuova manifestazione analoga; a tali intenti non venne tuttavia dato seguito.

## Edizioni, date e città
| Edizione | Data                                            | Città         | Denominazione                                                               |
| -------- | ----------------------------------------------- | ------------- | --------------------------------------------------------------------------- |
| 1ª       | 1900 (21-24 aprile)                             | Torino        | Esposizione Internazionale di Automobili                                    |
| 2ª       | 1901 (5-27 maggio)                              | Milano        | Esposizione Internazionale dell'Automobile e del Ciclo                      |
| 3ª       | 1902 (9 giugno-27 luglio)                       | Torino        | Esposizione Internazionale dell'Automobile e del Ciclo                      |
| 4ª       | 1904 (6-21 febbraio)                            | Torino        | Esposizione Internazionale di Automobili                                    |
| 5ª       | 1905 (21 gennaio-6 febbraio)                    | Torino        | Esposizione Internazionale di Automobili                                    |
| 6ª       | 1906 (3-18 febbraio) 1906 (28 aprile-7 giugno)  | Torino Milano | Esposizione Internazionale di Automobili Mostra del Ciclo e dell'Automobile |
| 7ª       | 1907 (16 febbraio-3 marzo) (18 maggio-9 giugno) | Torino Milano | Esposizione Internazionale di Automobili Mostra del Ciclo e dell'Automobile |
| 8ª       | 1908 (18 gennaio-2 febbraio)                    | Torino        | Esposizione Internazionale di Automobili                                    |
| 9ª       | 1909 (30 gennaio-14 febbraio)                   | Torino        | Esposizione Internazionale di Automobili                                    |
| 10ª      | 1910 (7-24 aprile)                              | Torino        | Esposizione Internazionale di Automobili                                    |
| 11ª      | 1911 (16 luglio-19 novembre)                    | Torino        | Mostra speciale dell'Automobile del Ciclo e dell'Aeronautica                |
| 12ª      | 1913 (26 aprile-11 maggio)                      | Torino        | Esposizione Internazionale di Automobili                                    |
| 13ª      | 1920 (12-27 aprile)                             | Milano        | Salone dell'Automobile alla Fiera Campionaria                               |
| 14ª      | 1921 (12-27 aprile)                             | Milano        | Salone dell'Automobile alla Fiera Campionaria                               |
| 15ª      | 1922 (12-27 aprile)                             | Milano        | Salone dell'Automobile alla Fiera Campionaria                               |
| 16ª      | 1923 (12-27 aprile)                             | Milano        | Salone dell'Automobile alla Fiera Campionaria                               |
| 17ª      | 1924 (12-27 aprile)                             | Milano        | Salone dell'Automobile alla Fiera Campionaria                               |
| 18ª      | 1925 (12-27 aprile)                             | Milano        | Salone dell'Automobile alla Fiera Campionaria                               |
| 19ª      | 1926 (12-27 aprile)                             | Milano        | Salone dell'Automobile alla Fiera Campionaria                               |
| 20ª      | 1927 (12-27 aprile)                             | Milano        | Salone dell'Automobile alla Fiera Campionaria                               |
| 21ª      | 1928 (12-27 aprile)                             | Milano        | Salone dell'Automobile                                                      |
| 22ª      | 1929 (30 gennaio-10 febbraio)                   | Roma          | Salone Internazionale dell'Automobile                                       |
| 23ª      | 1930 (12-27 aprile)                             | Milano        | Salone dell'Automobile                                                      |
| 24ª      | 1931 (16-27 aprile)                             | Milano        | Salone dell'Automobile                                                      |
| 25ª      | 1932 (12-27 aprile)                             | Milano        | Salone dell'Automobile                                                      |
| 26ª      | 1933 (12-27 aprile)                             | Milano        | Salone dell'Automobile                                                      |
| 27ª      | 1934 (12-27 aprile)                             | Milano        | Salone dell'Automobile                                                      |
| 28ª      | 1935 (9-20 novembre)                            | Milano        | Salone dell'Automobile                                                      |
| 29ª      | 1936 (28 ottobre-8 novembre)                    | Milano        | Salone dell'Automobile                                                      |
| 30ª      | 1937 (28 ottobre-8 novembre)                    | Milano        | Salone dell'Automobile                                                      |
| 31ª      | 1948 (15-26 settembre)                          | Torino        | Salone dell'Automobile                                                      |
| 32ª      | 1950 (4-14 maggio)                              | Torino        | Salone dell'Automobile                                                      |
| 33ª      | 1951 (4-15 aprile)                              | Torino        | Salone dell'Automobile                                                      |
| 34ª      | 1952 (23 aprile-4 maggio)                       | Torino        | Salone dell'Automobile                                                      |
| 35ª      | 1953 (22 aprile-3 maggio)                       | Torino        | Salone dell'Automobile                                                      |
| 36ª      | 1954 (21 aprile-2 maggio)                       | Torino        | Salone dell'Automobile                                                      |
| 37ª      | 1955 (20 aprile-1º maggio)                      | Torino        | Salone dell'Automobile                                                      |
| 38ª      | 1956 (21 aprile-2 maggio)                       | Torino        | Salone dell'Automobile                                                      |
| 39ª      | 1957 (30 ottobre-11 novembre)                   | Torino        | Salone dell'Automobile                                                      |
| 40ª      | 1958 (5-16 novembre)                            | Torino        | Salone dell'Automobile                                                      |
| 41ª      | 1959 (31 ottobre-11 novembre)                   | Torino        | Salone dell'Automobile                                                      |
| 42ª      | 1960 (3-13 novembre)                            | Torino        | Salone dell'Automobile                                                      |
| 43ª      | 1961 (28 ottobre-8 novembre)                    | Torino        | Salone dell'Automobile                                                      |
| 44ª      | 1962 (31 ottobre-11 novembre)                   | Torino        | Salone dell'Automobile                                                      |
| 45ª      | 1963 (30 ottobre-10 novembre)                   | Torino        | Salone dell'Automobile                                                      |
| 46ª      | 1964 (31 ottobre-11 novembre)                   | Torino        | Salone dell'Automobile                                                      |
| 47ª      | 1965 (3-14 novembre)                            | Torino        | Salone dell'Automobile                                                      |
| 48ª      | 1966 (3-13 novembre)                            | Torino        | Salone dell'Automobile                                                      |
| 49ª      | 1967 (1-12 novembre)                            | Torino        | Salone dell'Automobile                                                      |
| 50ª      | 1968 (30 ottobre-10 novembre)                   | Torino        | Salone dell'Automobile                                                      |
| 51ª      | 1969 (29 ottobre-9 novembre)                    | Torino        | Salone dell'Automobile                                                      |
| 52ª      | 1970 (28 ottobre-8 novembre)                    | Torino        | Salone dell'Automobile                                                      |
| 53ª      | 1971 (3-14 novembre)                            | Torino        | Salone dell'Automobile                                                      |
| 54ª      | 1972 (1-12 novembre)                            | Torino        | Salone dell'Automobile                                                      |
| 55ª      | 1974 (30 ottobre-10 novembre)                   | Torino        | Salone dell'Automobile                                                      |
| 56ª      | 1976 (3-14 novembre)                            | Torino        | Salone dell'Automobile                                                      |
| 57ª      | 1978 (20 aprile-1º maggio)                      | Torino        | Salone dell'Automobile                                                      |
| 58ª      | 1980 (23 aprile-4 maggio)                       | Torino        | Salone dell'Automobile                                                      |
| 59ª      | 1982 (21 aprile-2 maggio)                       | Torino        | Salone dell'Automobile                                                      |
| 60ª      | 1984 (14-25 novembre)                           | Torino        | Salone dell'Automobile                                                      |
| 61ª      | 1986 (23 aprile-4 maggio)                       | Torino        | Salone dell'Automobile                                                      |
| 62ª      | 1988 (21 aprile-1º maggio)                      | Torino        | Salone dell'Automobile                                                      |
| 63ª      | 1990 (20 aprile-1º maggio)                      | Torino        | Salone dell'Automobile                                                      |
| 64ª      | 1992 (23 aprile-3 maggio)                       | Torino        | Salone dell'Automobile                                                      |
| 65ª      | 1994 (22 aprile-1º maggio)                      | Torino        | Salone dell'Automobile                                                      |
| 66ª      | 1996 (25 aprile-5 maggio)                       | Torino        | Salone dell'Automobile                                                      |
| 67ª      | 1998 (24 aprile-3 maggio)                       | Torino        | Salone dell'Automobile                                                      |
| 68ª      | 2000 (10-18 giugno)                             | Torino        | Salone dell'Automobile                                                      |

1. 1 2 3 4 5 6 7 8 9  Milano, Palazzo dello Sport
2. ↑  Roma, Palazzo delle Esposizioni
3. 1 2 3 4 5 6 7 8 9 10 11 12 13 14 15 16 17 18 19 20 21 22 23 24 25 26  Torino, Palazzo Esposizioni
4. 1 2 3  Torino, Palazzo Esposizioni-Palazzo del Lavoro
5. 1 2 3 4 5 6 7 8 9  Torino, Lingotto

## Principali auto presentate
- 1904: Motoruota Garavaglia
- 1906: Aquila Italiana Cappa
- 1913: Fiat Zero
- 1919: Isotta Fraschini Tipo 8, Fiat 501 (civile)
- 1923: OM 665 "Superba", Fiat 519, Itala 56, Chiribiri Monza
- 1925: Lancia Lambda, Itala 61, Alfa Romeo 1500, Fiat 509
- 1948: Ferrari 166 MM, Lancia Ardea, Maserati A6 Cabriolet, Fiat 500 Giardinetta Belvedere
- 1950: Lancia Aurelia, Alfa Romeo 1900, Fiat 1400
- 1951: Panhard Dyna X86 Berlinetta
- 1953: Lancia Appia
- 1954: Alfa Romeo Giulietta Sprint
- 1955: Alfa Romeo Giulietta
- 1956: Lancia Flaminia
- 1957: Lancia Florida II, Fiat 1200 Granluce
- 1960: Pininfarina X, Lancia Flavia
- 1962: Iso Rivolta 300
- 1963: Lamborghini 350 GTV, Maserati Mistral
- 1965: Lamborghini Miura, Fiat 124, Maserati Mexico
- 1966: Fiat 124 Sport Spider
- 1967: Fiat Dino Coupé, Alfa Romeo 33 Stradale
- 1968: LMX Sirex
- 1969: Fiat Dino Coupé 2400, Alfa Romeo Duetto II serie
- 1970: Stratos Zero (da cui derivò la Lancia Stratos), Maserati Ghibli II serie
- 1971: Lamborghini Countach, Autobianchi A112 Abarth, Maserati Boomerang, Alfa Romeo Alfasud
- 1972: Fiat City Car, Fiat 126
- 1974: Hyundai Pony, Fiat 131, Lamborghini Bravo
- 1976: Fiat 126 Cavalletta
- 1980: Lancia Beta Trevi
- 1982: Lancia Rally 037, Lancia Delta Turbo 4x4
- 1984: Lancia Thema
- 1986: Lamborghini LM 002
- 1989: Italdesign Giugiaro Aztec
- 1990: Honda NS-X
- 1994: Fioravanti Sensiva, Nissan Micra Cabriolet
- 1996: Fiat Barchetta Coupé
- 1998: Lancia Dialogos[10]